# José Albano
José de Abreu Albano (Fortaleza, 12 de Abril de 1882 — Montauban, França, 11 de Julho de 1923) foi um poeta brasileiro.

## Biografia
Albano, que era irmão de Ildefonso Albano e sobrinho de Dom Antônio Xisto Albano e neto do barão de Aratanha, nasceu em Fortaleza e estudou em seminários desta cidade e em várias escolas na Europa, como o Stonyhurst College, da Inglaterra, o Stella Matutina, da Áustria, e o Collège des Frères de la Doctrine Chrétienne, da França. De volta ao Brasil, estudou no Liceu do Ceará e depois viajou ao Rio de Janeiro para estudar Direito, mas abandonou o curso e voltou para Fortaleza para ensinar Latim. A convite do barão do Rio Branco, trabalhou no Ministério das Relações Exteriores, posteriormente transferido para o Consulado Geral de Londres, em 1908, permanecendo na capital inglesa até 1912. Abandonou o trabalho para viajar pela Europa, Ásia e África, retornando ao Brasil em 1914. Ao fim da Primeira Guerra Mundial, fixou-se em Paris e lá faleceu, aos 41 anos.

## Obras
José Albano escreveu poucos livros durante sua vida, alguns dos quais publicados em Barcelona, a saber: Rimas de José Albano - Redondilhas (1912), Rimas de José Albano - Alegoria (1912), Rimas de José Albano - Cançam a Camoens e Ode à Língua Portuguesa (1912). Também publicou o livro Comédia Angelica de José Albano (1918), Four sonets by José Albano, with Portuguese prose-translation (1918) e a Antologia Poética de José Albano (1918).
Deve-se, no entanto, a Manuel Bandeira e a Braga Montenegro a divulgação das obras de Albano, feita por meio do livro Rimas de José Albano, editado em 1948.
A respeito de Albano, Bandeira escreveu:
| “ | José de Abreu Albano foi um altíssimo poeta, escreveu um dos mais belos sonetos da língua portuguesa e de todas as línguas, viveu perfeitamente feliz dentro do seu sonho, na loucura que Deus lhe deu e na miséria que foi a criação de sua própria mão perdulária. | ” |

Em 1993, a vida e obra de José Albano foram reexaminadas por Bernardo de Mendonça com a reedição das Rimas junto a um grande painel crítico-biográfico, que reúne os estudos de Bandeira e Braga Montenegro a artigos e ensaios de Alceu Amoroso Lima, João Ribeiro, Luís Anibal Falcão, Tristão da Cunha, Théo Filho, Herman Lima, Agrippino Grieco, Antônio Sales e José Sombra.
Em 2000, Ruy Vasconcelos de Carvalho publicou Errante e Peregrino, biografia do autor em que refrata e atualiza o perfil crítico-biográfico de Mendonça, acrescendo alguns aspectos e episódios ainda pouco conhecidos da vida e da obra de Albano, conectando-os a conceitos críticos coetâneos.